# Onthobium tibialoides
Onthobium tibialoides là một loài bọ cánh cứng trong họ Bọ hung (Scarabaeidae).